# Metathelypteris deltoideofrons
Metathelypteris deltoideofrons là một loài dương xỉ trong họ Thelypteridaceae. Loài này được Ching ex W.M.Chu & S.G.Lu mô tả khoa học đầu tiên năm 2006.
Danh pháp khoa học của loài này chưa được làm sáng tỏ. 